# Toți sau niciunul
Toți sau niciunul (în poloneză Wszyscy i nikt) este un film de război polonez din 1978, inspirat din romanul omonim din 1976 al lui Janusz Przymanowski⁠(d).

## Rezumat
Acțiunea filmului are loc în Munții Bieszczady în anul 1946, imediat după încheierea celui de-al Doilea Război Mondial. Un grup de șapte soldați ai Armatei Populare a Poloniei care se întorceau de pe front se opresc într-un orășel pentru a obține documente civile. Acolo urmează să aibă loc nunta lui Brzoza cu Maryna, iar soldații decid să ia parte la nuntă la propunerea comandantului trupei pentru a preveni apariția unui grup reacționar condus de căpitanul Hak, un oponent al noului guvern, care opera în împrejurimi. Toată lumea se distrează de minune, dar la un moment dat izbucnește un conflict între membrii celor două grupuri. Are loc o bătălie sângeroasă, care se încheie odată cu apariția armatei. Patru din cei șapte soldați sunt uciși, iar doi sunt grav răniți, dar, cu toate acestea, orașul și împrejurimile sale vor fi pacificate.

## Distribuție
- Emil Karewicz⁠(d) — șeful
- Wiesław Gołas⁠(d) — Twardy („Durul”)
- Wirgiliusz Gryń⁠(d) — Ksobie
- Stefan Paska⁠(d) — Odsie
- Ryszard Pietruski⁠(d) — Kobra
- Jerzy Matałowski⁠(d) — Hrabia („Contele”)
- Marian Opania⁠(d) — Glina („Lut”)
- Krzysztof Pietrykowski — căpitanul Hak („Cârlig”)
- Bogusz Bilewski⁠(d) — organistul
- Krzysztof Machowski⁠(d) — Brzoza, mirele
- Ewa Borowik⁠(d) — Maryna, mireasa
- Ignacy Machowski⁠(d) — Konrad, revoluționarul din 1905
- Ewa Ziętek⁠(d) — Genowefa, fata lui Kobra
- Hanna Mikuć⁠(d) — fata brunetă
- Witold Pyrkosz⁠(d) — fierarul
- Janusz Paluszkiewicz⁠(d) — preotul
- Paweł Kruk
- Jerzy Rogalski⁠(d) — ucenicul fierar

## Producție
Filmul a fost realizat cu ajutorul Unităților Militare de pe Vistula ale Ministerului Afacerilor Interne.
Filmările s-au desfășurat în anul 1977 în Munții Bieszczady din voievodatul Subcarpatia, la gara Brody Iłżeckie și în mod deosebit în orașul Kunów din voievodatul Sfintei Cruci: cimitirul, Biserica Sf. Władysław (sacristie, altar principal, culoar lateral, intrare laterală, poarta principală cu scări către curtea bisericii cu un gard din piatră și fontă și cu sculpturi ale stațiilor de pe Calea Crucii, turnul clopotniță), vechea casă parohială din lemn (care nu mai există), strada Kościelna, în apropierea pieței de la intersecția străzilor Podgórze și Kościelna. Scenografia a fost concepută de Czesław Siekiera, cu sprijinul Mariei Karmolińska, care a amenajat decorurile interioare, iar costumele au fost realizate de Janina Ścieszko și Elżbieta Radke. Sunetul a fost înregistrat de Zdzisław Brzozowski, muzica a fost compusă de Adam Walaciński, director de imagine al filmului a fost Wiesław Rutowicz, iar montajul a fost efectuat de Jerzy Pękalski. Filmările au fost realizate pe o peliculă color de 2893 de metri; durata filmului este de 106 minute.